# Mount Errisbeg
Mount Errisbeg (iriska: Iorras Beag) är en kulle i republiken Irland.   Den ligger i grevskapet County Galway och provinsen Connacht, i den västra delen av landet, 250 km väster om huvudstaden Dublin. Toppen på Mount Errisbeg är 300 meter över havet, eller 279 meter över den omgivande terrängen. Bredden vid basen är 9,1 km.
Terrängen runt Mount Errisbeg är huvudsakligen platt, men den allra närmaste omgivningen är kuperad. Havet är nära Mount Errisbeg åt sydväst. Närmaste större samhälle är Clifden, 11,1 km norr om Mount Errisbeg. 